# Holcosus chaitzami
Holcosus chaitzami là một loài thằn lằn trong họ Teiidae. Loài này được Stuart mô tả khoa học đầu tiên năm 1942.